# Harry Spanjer
Henry John „Harry“ Spanjer (* 9. Januar 1873 in Grand Rapids, Michigan; † Juli 1958 in St. Petersburg, Florida) war ein US-amerikanischer Boxer im Leicht- und im Weltergewicht.
Spanjer nahm an den Olympischen Spielen 1904 teil. Er besiegte dort zunächst den US-Amerikaner Jack Egan im Leichtgewicht und gewann dadurch die Goldmedaille. Anschließend nahm er innerhalb kurzer Zeit an Gewicht zu und nahm zusätzlich noch an den Wettkämpfen in der Klasse Weltergewicht teil, wo er die Silbermedaille holte. Im Finale verlor er gegen seinen Landsmann Albert Young.
Spanjer ist somit einer von lediglich vier Boxern, die mehr als eine Medaille bei ein und denselben Olympischen Spielen geholt haben.